# 1986 Plaut
1986 Plaut (1935 SV1) là một tiểu hành tinh vành đai chính được phát hiện ngày 28 tháng 9 năm 1935 bởi H. van Gent ở Johannesburg (LS).